# Ерачимо
Ерачимо (Герасимова)— река в Сибири, в Эвенкийском районе Красноярского края России, правый приток Нижней Тунгуски, принадлежит бассейну Енисея. Протекает по плато Путорана Среднесибирского плоскогорья.

## Гидрография

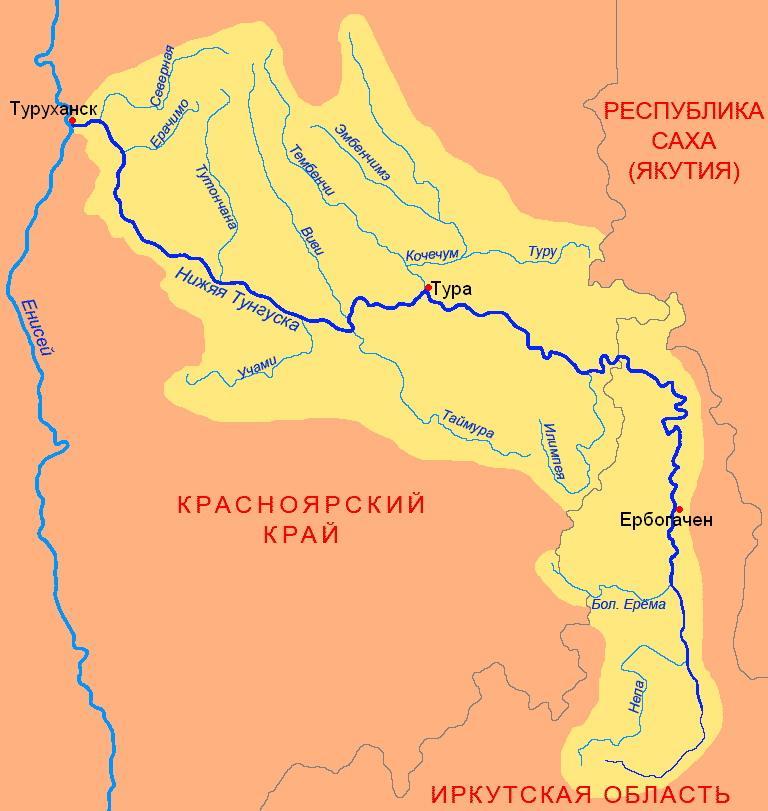
Бассейн реки Нижняя Тунгуска с притоком Ерачимо на карте.

Площадь бассейна — 9140 км², длина — 218 км. 13-й по площади бассейна и 15-й по длине приток Нижней Тунгуски Среднемноголетний расход воды в 7 км от устья — 139,32 м³/с.
Берёт начало из небольшого безымянного озера в урочище Широкий Перевал на высоте более 537 м и протекает в пределах Среднесибирского плоскогорья. Впадает в Нижнюю Тунгуску у заброшенного посёлка Большой Порог на абсолютной отметке 21 м над уровнем моря. Скорость течения вблизи устья составляет 0,8 км/ч.
Река изобилует порогами (например порог Большой Герасимовский в 1,5 км от устья). Основное питание снеговое. Половодье проходит в конце мая — в июне. Дождевые паводки прерывают летне-осеннюю межень. В октябре река замерзает, вскрывается в конце апреля — середине мая.
Наиболее значительный приток — река Неконгдокон (левый) длиной 97 км и площадью бассейна 3200 км². Среди остальных притоков наиболее крупные: правые — Холукан (49 км) и Хурисше (36 км); левые — Аягли (116 км, 1680 км²), Холокит (57 км, 700 км²), Холукан (43 км) и Босшелен (30 км).
Населённые пункты на берегах реки отсутствуют.
В реке водятся таймень, ленок, хариус, щука, окунь, сиг, язь.